# Limnophora cubana
Limnophora cubana är en tvåvingeart som beskrevs av Johnson 1919. Limnophora cubana ingår i släktet Limnophora och familjen husflugor.
Artens utbredningsområde är Kuba. Inga underarter finns listade i Catalogue of Life.